# The Pernicious Enigma
The Pernicious Enigma è il secondo album in studio del gruppo musicale funeral doom Esoteric, pubblicato nel 1997 dalla Aesthetic Death.

## Tracce
CD 1
1. Creation (Through Destruction) – 5:13
2. Dominion of Slaves – 0:50
3. Allegiance – 1:34
4. NOXBC9701040 – 3:06

CD 2
1. Sinistrous – 5:13
2. At War with the Race – 0:50
3. A Worthless Dream – 1:34
4. Stygian Narcosis – 3:06
5. Passing Through Matter – 3:59

## Formazione
- Greg Chandler - voce, tastiere
- Gordon Bicknell - chitarra, tastiere
- Bryan Beck - basso
- Simon Phillips - chitarra
- Steve Peters - chitarra